# Tapuruia felisbertoi
Tapuruia felisbertoi är en skalbaggsart som beskrevs av Lane 1973. Tapuruia felisbertoi ingår i släktet Tapuruia och familjen långhorningar. Inga underarter finns listade i Catalogue of Life.